# Calasparra
Calasparra ist eine südspanische Stadt und eine aus dem Hauptort und mehreren Dörfern bzw. Weilern bestehende Gemeinde (municipio) mit 10.286 Einwohnern (Stand: 2024) im Nordwesten der Provinz Murcia in der gleichnamigen autonomen Region Murcia. 

## Lage
Der Ort Calasparra liegt zwischen dem Río Argos und dem Río Segura gut 75 km (Fahrtstrecke) nordwestlich der Stadt Murcia in einer Höhe von 320 bis 350 m ü. d. M. Das Klima im Winter ist gemäßigt, im Sommer dagegen warm bis heiß; die geringen Niederschlagsmengen (ca. 320 mm/Jahr) fallen – mit Ausnahme der nahezu regenlosen Sommermonate – verteilt übers ganze Jahr.

## Bevölkerungsentwicklung
| Jahr      | 1857  | 1900  | 1950   | 2000  | 2016   |
| Einwohner | 3.614 | 6.442 | 10.371 | 8.888 | 10.268 |

Die kontinuierliche Bevölkerungsanstieg ist im Wesentlichen auf die immer noch anhaltende Zuwanderung aus dem ländlichen Umland zurückzuführen.

## Wirtschaft
Calasparra liegt in der ländlichen Zone der Provinz Murcia; besonders kennzeichnend für die Gemeinde ist der auf Feldern in Ufernähe des Río Segura betriebene Reisanbau. Es ist neben dem Ebrodelta und Valencia das dritte Reisanbaugebiet Spaniens mit Denominación de Origen. Daneben wurden auch Obstbäume angepflanzt. Im Ort selbst haben sich Kleinhändler, Handwerker und Dienstleistungsbetriebe aller Art angesiedelt.

## Geschichte
Die ältesten Fundstücke, die die Anwesenheit des Menschen in der Region bezeugen, werden in die Jungsteinzeit datiert; beim Abrigo del Pozo finden sich Reste von Felsmalereien, die zum UNESCO-Welterbe der Felsmalereien in der spanischen Levante gehören.  Iberische Funde sind selten. Aus römischer Zeit stammen einige wenige Funde bei Gilico und Arco de la Rambla. In den Jahren nach 711 wurde die Gegend von den Mauren überrannt; diese erbauten eine Festung (hisn) auf dem benachbarten Burgberg und nannten den nahegelegenen Fluss Qalasbarra. Nach der Rückeroberung (reconquista) der Region durch kastilische Truppen unter Alfons X. im Jahr 1243 wurde das quasi unabhängige Taifa-Königreich Murcia in ein christliches Königreich umgewandelt, welches jedoch eng mit der Krone von Kastilien verflochten war, doch kam es bis zum Jahr 1266 wiederholt zu maurischen Übergriffen. In den Jahren von 1296 bis 1304 geriet die Provinz vorübergehend unter aragonesische Herrschaft.

## Sehenswürdigkeiten

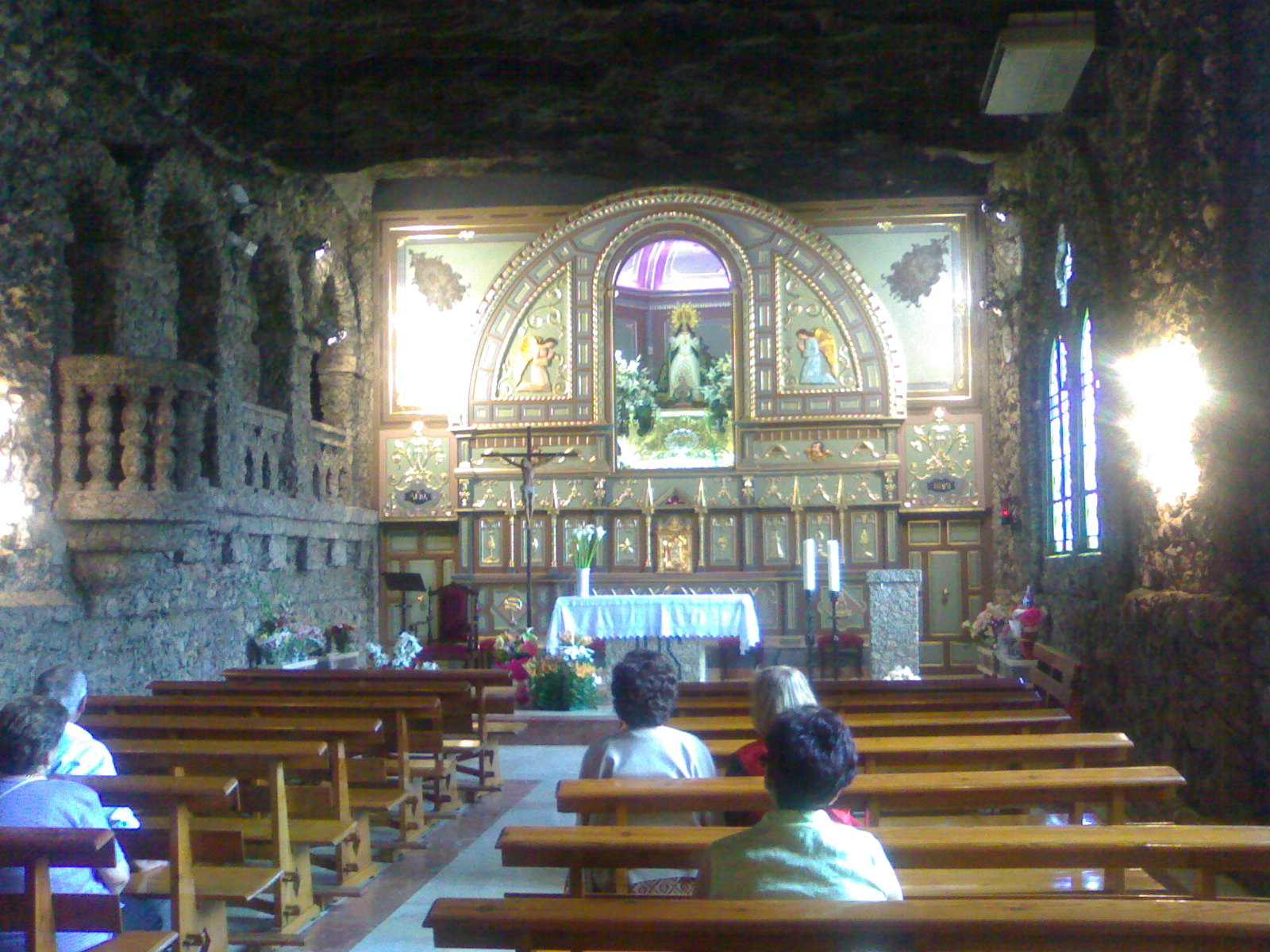
Felsenkirche des Santuario de la Virgen de la Esperanza

- Die aus mit kleinen Steinen vermischtem Stampflehm erbaute Festung stammt noch aus almohadischer Zeit. Unter christlicher Herrschaft wurde ein Bergfried (torre del homenaje) hinzugefügt, doch verfiel die Anlage zusehends.[10]
- Die den Märtyrern Abdon und Sennen geweihte Iglesia de los Stos. Mártires Abdón y Senén entstammt dem frühen 17. Jahrhundert; sie wurde jedoch in den Jahren von 1735 bis 1803 mehrfach restauriert.
- Die Iglesia de San Pedro gehörte ursprünglich dem Malteserorden. Im Jahr 1812 wurde sie von den Truppen des Marschall Soult zerstört, danach aber wieder aufgebaut. Erneute Zerstörungen erfolgten im Spanischen Bürgerkrieg.
- Der um 1730 in Mudéjartradition aus Ziegelsteinen erbaute ehemalige Getreidespeicher (Pósito de la Encomienda) birgt heute ein Archäologisches Museum.[11]

Umgebung
- Ungefähr 6 km nördlich der Kleinstadt befindet sich das Felsheiligtum Santuario de la Virgen de la Esperanza. Interessant ist das barocke Natursteindekor der Außenfassade und im Innern der Kirche.[12]
- Die Fundamente der in maurischer Zeit erbauten Ortes Villa Vieja befinden sich ca. 3 km südlich des heutigen Ortes. Die Stätte wurde bereits im Mittelalter aufgegeben.[13]

Natur
- Cañón de Almadenes: Schlucht des Río Segura, Wanderweg und mit Kanus bzw. Schlauchbooten befahrbar[14]
- Paraje de Cañaverosa: verbliebener natürlicher Auwald am Río Segura[15]
- Cueva del Puerto: Höhle[16]
- Cerro Negro de Calasparra: erloschener Vulkan[17]